# Cavalhada de Poconé
A Cavalhada de Poconé é uma tradicional festividade de origem portuguesa que ocorre em Poconé, município do estado de Mato Grosso.

## Tradição
A tradição chegou a Mato Grosso em 1769, em comemoração à chegada de Luiz Pinto de Souza Coutinho, terceiro governador de Mato Grosso.
A tradicional Festa da Cavalhada de Poconé foi estabelecida no folclore brasileiro ainda na década de 1950, sendo considerado um patrimônio imaterial da cultura pantaneira, sendo realizada por famílias festeiras locais e obtendo apoio da prefeitura e de políticos, além do comércio local, a Cavalhada ainda assegura o crescimento da receita municipal, com o evento acontecendo o movimento do município aumenta.
Uma tradição muito valorizada e que é passada de pai para filho, sendo motivo de orgulho para grande maioria dos moradores, que chegam a colocar faixas em frente a casa para sinalizar que se tratam de cavaleiros.
A manifestação é comumente associada a famosos episódios da história e da literatura universal, como a Guerra de Troia e as Cruzadas. Cavalos e cavaleiros ricamente ornamentados competem ao som do repique de uma “caixa”. A Cavalhada acontece todos os anos durante a Festa de São Benedito, em junho, que além do embate entre os exércitos mouros e cristãos, a Cavalhada tem ainda o Baile dos Cavaleiros, a Festa da Iluminação (com espetáculo pirotécnico), a Dança dos Mascarados, siriri e cururu, e é encerrada com um grande show popular.
Durante a festa, cavalos e cavaleiros ornamentados disputam a rainha, que fica sob a guarda do festeiro. Participam da apresentação 24 cavaleiros, doze do exército mouro, e doze do exército cristão, e mais um auxiliar para cada cavaleiro os chamados pajens.